# 扎沃西納
48°51′10″N 22°23′38″E / 48.85278°N 22.39389°E
扎沃西納（烏克蘭語：Завосина）是烏克蘭西部的村莊，隸屬外喀爾巴阡州的烏日霍羅德區。該村始建於1602年，面積2.18平方公里，海拔高度286米，2001年人口193，人口密度每平方公里88.61人。